# Greencore
Greencore est une entreprise irlandaise agroalimentaire. Fondée par le gouvernement irlandais en 1990, elle est la plus grande société productrice de sandwichs au monde.  

## Histoire

### Irish Sugar
En 1926, Edward Duggan, homme d'affaires originaire de Carlow fonde la société Irish Sugar Manufacturing Company, Limited en tant qu’entreprise privée. Elle s'est spécialisée dans la production et la transformation du sucre en Irlande. Ce n'est qu'en 1933, à la suite d'une crise de l'industrie, que la société deviendra publique. En effet, le gouvernement irlandais reconnait l'économie sucrière, adopte la loi de 1933 sur la fabrication du sucre et nationalise l'entreprise’ . À la suite de cette loi, le gouvernement fait construire des usines à Mallow, à Thurles et à Tuam, et renomme la société en Cómhlucht Siúicre Éireann, Teoranta.
En 1957, la société achète le tout premier ordinateur électronique introduit en Irlande.

### Greencore
En 1991, une loi sur le sucre privatise l'entreprise suite un détournement de fonds par le directeur de l'entreprise et créé Greencore’’. En raison la réforme des politiques de l’Union européenne en matière de sucre de 2005, l'entreprise annonce la fermeture de ses dernière usines sucrières en 2006.
En avril 2024, Greencore annonce l'acquisition Bakkavor, une entreprise britannique agroalimentaire, pour 1,2 milliard de livres.

## Controverse

### Discrimination raciale
En juin 2021, Patrick Murray, alors directeur de Greencore à Dundee, en Écosse, est reconnu coupable de discrimination raciale sur un employé anglais. L’entreprise est contrainte de verser une amende de 13 000 £ d'indemnité à la victime.

### Contamination à la bactérieE.coli
En juin 2024, Greencore rapelle plus de 45 de ses produits en raison d’une contamination à la bactérie d’E. coli shigatoxigène (en) dans de grandes chaînes de supermarchés britanniques. Bien qu’aucun test de leurs produits n’ait indiqué la présence d’E. coli, l'entreprise voulait prendre des mesures de précaution pour minimiser les dommages aux consommateurs.